# Lijst van rijksmonumenten in Driemond
De plaats Driemond telt 2 inschrijvingen in het rijksmonumentenregister.
| Object                                                                                        | Oorspronkelijke functie? | Bouwjaar                   | Architect | Locatie              | Coördinaten?                 | Nr.?  | Afbeelding                                                                                    |
| --------------------------------------------------------------------------------------------- | ------------------------ | -------------------------- | --------- | -------------------- | ---------------------------- | ----- | --------------------------------------------------------------------------------------------- |
| Boerderij met dwarsgeplaatst woongedeelte                                                     | Boerderij                | mogelijk 18e eeuw of ouder |           | Lange Stammerdijk 12 | 52° 18' 38" NB, 5° 0' 24" OL | 6617  | Upload foto                                                                                   |
| Ten dele houten huis met bakstenen puntgevel, voorzien van een halsje onder gebogen afdekking | Gebouw                   | 1754 (jaartalankers)       |           | Zandpad-Driemond 4   | 52° 18' 14" NB, 5° 0' 53" OL | 46502 | Ten dele houten huis met bakstenen puntgevel, voorzien van een halsje onder gebogen afdekking |